# Kobosil

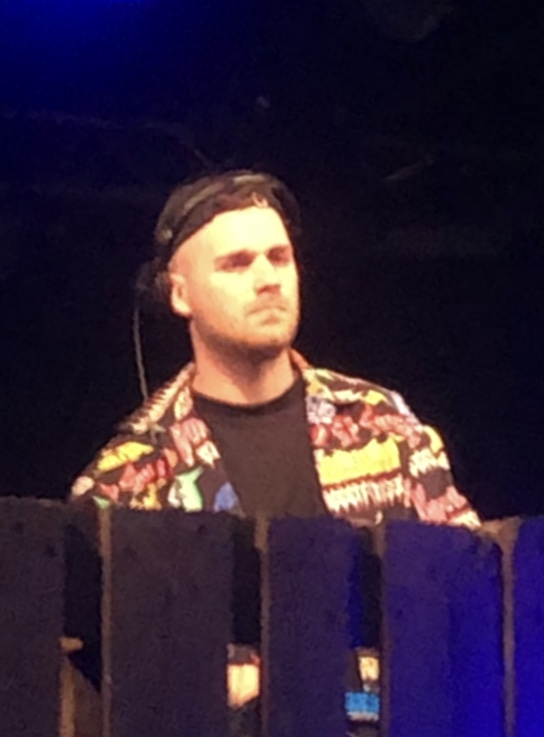
Kobosil (2019)

Kobosil (* 5. April 1991 in Berlin; bürgerlich Max Kobosil) ist ein deutscher Techno-DJ und Musikproduzent.

## Biografie
Kobosil wurde im Berliner Stadtteil Neukölln geboren. Als Kind war er hauptsächlich an Deutschrap interessiert, seine Schwester machte ihn schließlich im Alter von 14 Jahren mit EDM bekannt. Er gibt an, dass ihn insbesondere der Track Jack Your Body von P. Diddy und Felix da Housecat von Techno überzeugt habe: „Ich konnte den Beat nicht fassen. Das hat mich umgehauen, genau das wollte ich auch machen.“ Gemeinsam mit zwei Freunden, die unter den Namen Somewhen bzw. Nitam ebenfalls als DJs aktiv wurden, begann er selbst mit dem Genre zu experimentieren.
Mit 17 begann er, in Berlin Techno und House aufzulegen. Mit 18 besuchte er das erste Mal den Berliner Szeneklub Berghain und knüpfte Kontakte in die Techno-Szene. So lernte er dort den Produzenten Andreas Baumecker kennen, welcher eine Hälfte des Duos Barker & Baumecker bildet. Ein Remix, den Kobosil von deren Track Silo erstellte, wurde schließlich im Januar 2013 auf dem Berghain-eigenen Label Ostgut Ton veröffentlicht. Dies stellte Kobosils Durchbruch als Künstler dar. Im Juni desselben Jahres gründete er sein eigenes Label RK und veröffentlichte darüber seine Debüt-EP RK3. Kurz darauf legte er das erste Mal im Berghain auf. Seine nächste EP mit dem Titel Mdr 10 erschien unter Marcel Dettmanns Label Marcel Dettmann Records. Von Dezember 2014 bis 2019 war Kobosil Resident-DJ im Berghain.
Kobosil wurde deutschlandweit und international bekannt und ist seit 2015 Vollzeit-Musiker bzw. DJ in Clubs und auf Festivals. 2016 veröffentlichte er sein Debüt-Album We Grow, You Decline. Auf seinem Label, das später in R Label Group umbenannt wurde, veröffentlichten folgend auch andere Künstler ihre Musik.
2021 gründete er eine Modelinie mit dem Namen 44 Label Group, wobei sich die Zahl 44 auf die alte Postleitzahl Neuköllns bezieht. Unterstützt wurde er dabei von dem italienischen Modedesigner Claudio Antonioli. Ebenfalls 2021 veröffentlichte Kobosil gemeinsam mit dem Berliner Rapper Ufo361 auf dessen Album Destroy All Copies den Titel Kobosil. Im Oktober 2022 folgte mit dem Song Luzifer, der auf Kobosils EP RK5 enthalten war, eine erneute Zusammenarbeit der beiden Künstler.
Im Oktober 2023 gab Kobosil die Gründung eines neuen Labels mit integrierter Künstleragentur gemeinsam mit dem deutschen DJ Klangkuenstler bekannt. Das Projekt, das auch die Modelinien der beiden Künstler beinhaltet, trägt den Namen Tote Sonne. Ende 2023 löste er die R Label Group auf.
Er lebt in Mailand.

## Stil
Kobosil ist für schnellen, aggressiven Techno bekannt. Sein Musikstil wird als „Kombination aus Düsternis und Ekstase, aus EBM, Noise und Industrial“ beschrieben.

## Diskografie

### Alben
- 2016: We Grow, You Decline

### EPs
- 2013: RK3
- 2013: - -----
- 2014: Mdr 10
- 2014: RK1
- 2015: 91
- 2016: RK2
- 2017: 105
- 2019: RK4
- 2022: RK5

### Singles
- 2022: Full of Fire
- 2024: Eiskalt (Short Mix) (gemeinsam mit KUKO)
- 2024: Radiance